# Elaphria melanodonta
Elaphria melanodonta är en fjärilsart som beskrevs av Paul Dognin 1914. Elaphria melanodonta ingår i släktet Elaphria och familjen nattflyn. Inga underarter finns listade i Catalogue of Life.